# Наревка (річка)

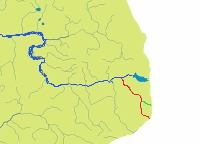
Наревка (виділено червоним) на карті приток Нарви (виділено блакитним)

Наре́вка (пол. Narewka) — річка, ліва притока річки Нарви. Тече Біловезькою пущею. Довжина 61 км (у Білорусі 21 км). Русло каналізоване. У 20-30-х роках XX століття по ній проводився інтенсивний сплав деревини.

## Етимологія
Назва річки походить від кореня прото-індоєвропейського "*нр", що в першу чергу, пов'язано з водою (назвами за подібним принципом є Нарва (Нарова), Нараївка, Неретва, Неріс, Ніра і Нур).

## Основні притоки
- Лутовня
- Гвозна
- Брашча